# Georgina Cassar
Georgina Cassar (née le 9 septembre 1993) est une gymnaste rythmique gibraltarienne-britannique. Elle a représenté Gibraltar aux Jeux du Commonwealth de 2010 à Delhi (en Inde), et a concouru pour l'équipe de Grande-Bretagne aux Jeux olympiques d'été de 2012 à Londres, au Royaume-Uni.

## Jeunesse
Cassar est née le 9 septembre 1993 à Welwyn Garden City (au Royaume-Uni) d' un père maltais Franco et d'une mère anglaise Jackie. La famille s'est installée à Gibraltar en 1996 lorsque son père a occupé un poste de direction dans une banque locale,,. Elle a principalement fait ses études à Gibraltar, ayant fréquenté la Governor's Meadow Primary School, la Bishop Fitzgerald Middle School et la Westside School.

## Carrière
Cassar a commencé à s'entraîner au ballet à l'âge de trois ans. Cassar a représenté Gibraltar aux Jeux du Commonwealth de 2010 à Delhi. Elle s'est classée 16e au classement général. En 2012, elle s'est rendue à Bath pour s'entraîner à plein temps avec l'équipe olympique. Là-bas, elle a étudié un A-level en psychologie, biologie et éducation physique à la King Edward's School. Elle prévoyait de rester à Bath pour sa deuxième année d'un A-level après les jeux.

### Débuts olympiques
Cassar a concouru pour l'équipe de Grande-Bretagne aux Jeux olympiques d'été de 2012 à Londres. Elle n'a pas pu représenter « son Gibraltar natal » car le Comité olympique de Gibraltar n'est pas reconnu par le Comité international olympique ; cependant, en utilisant un règlement similaire à celui de la sauteuse en longueur anguillaise Shara Proctor et de l'insulaire des îles Turques-et-Caïques Delanno Williams, Cassar était éligible pour représenter le Royaume-Uni car Gibraltar est un territoire britannique d'outre-mer et elle détient donc un passeport britannique (en). Elle est la première athlète de Gibraltar à participer aux Jeux olympiques,.
Cassar est apparu le 10 août avec le reste de l'équipe de Grande-Bretagne[pas clair]. Ils[Qui ?] sont arrivés 12e et n'ont pas réussi à se qualifier pour la finale.